# Monument voor het 44e Regiment Infanterie
Het Monument voor het 44e Regiment Infanterie is een Nederlands monument in Ochten, ter nagedachtenis van de gesneuvelde soldaten van het 44e Regiment Infanterie en verzetsstrijders uit het dorp. Het monument is ontworpen door de Haagse beeldhouwer Ad Slinger en is op 10 mei 1952 onthuld door de toenmalige commissaris van de Koningin in Gelderland.

## Geschiedenis
Het 44e Regiment Infanterie was tussen 1939 en 1940 gelegerd in Ochten en de omliggende dorpen Echteld, IJzendoorn en Dodewaard. Deze dorpen waren onderdeel van de Betuwestelling, die het gebied tussen de Waal
bij Ochten en de Rijn bij Rhenen moest verdedigen. Tijdens de gevechten van 10 tot 13 mei zijn tien soldaten van het 44e Regiment Infanterie gesneuveld. In de jaren van de bezetting zijn nog eens negen verzetsstrijders uit het dorp omgekomen.
Na de oorlog organiseerde het Reünie-Comité een jaarlijkse reünie van het 44e Regiment Infanterie. Dit comité heeft het initiatief genomen voor de oprichting van het monument en daarvoor geld ingezameld onder de bekende oud-soldaten van het 44 R.I. en de bevolking van Ochten. Het ontwerp en de constructie is verzorgd door de Haagse beeldhouwer Ad Slinger. Het monument werd op 10 mei 1952 onthuld door de commissaris van de Koningin in Gelderland, in het bijzijn van de voorzitter van het comité dr. J. Hazenberg, kolonel G. Hotz van het 44 R.I. en de burgemeester J.A. Houtkoper.

## Vormgeving
Het monument bestaat uit een stenen zuil, met inscripties aan de voor- en achterzijde. Boven op de zuil wordt een herrijzende man afgebeeld, eveneens van steen. De inscriptie aan de voorzijde bevat de namen van de negentien gevallen soldaten en verzetsstrijders:
“Trouw aan koningin en vaderland
Vielen in mei 1940 of in het verzet
Onze wapenbroeders
H.J. Artz
B. v.d. Akker
C. Bullens
H.W. Eekhuis
J.C. Endeveld
G. Geurts
A.F. Hunkemöller
G. Kroon
N. Mulder
F.J. Nijhof
K. Sleurink
G.L.H. Smit
J. Solmer
E.S. Telder
E. Termaat
J. Tieben
H. Waard
A. van Weelden
B.J. IJzerman.
Tot hun gedachtenis werd dit
Gedenkteken opgericht door
44 R.I. en de gemeente Echteld.
10 - 14 mei 1940 Ochten 10 mei 1952”.
Aan de achterzijde van het monument bevindt zich een kleinere inscriptie:
“In memoriam
1940 1945
Al nam de vijand
Lijf en goed
Dreef ons naar verre streken
God gaf ons kracht
Was ons nabij
Zijn trouw is nooit geweken”.

### Locatie
Het monument stond van 1952 tot 2016 voor het gemeentehuis aan de Molendam. In 2016 is het verplaatst naar de Kerkstraat vanwege de afbraak van het gemeentehuis. Elk jaar worden er op 4 mei kransen gelegd bij het monument en vindt er een herdenking plaats.

## Overige verwijzingen
Naast het monument ter ere van het 44 R.I. is er in Ochten ook een straat vernoemd naar deze legereenheid, de 44 Ri-straat. De S.D. Frankstraat is vernoemd naar de Joodse familie Frank (niet te verwarren met Anne Frank en haar familie). Als laatst staat er aan de Bonegraafseweg een gedenkteken voor een neergestorte Dakota met geallieerde parachutisten.  